# Brachygalea grisea
Brachygalea grisea är en fjärilsart som beskrevs av Köhler 1952. Brachygalea grisea ingår i släktet Brachygalea och familjen nattflyn. Inga underarter finns listade i Catalogue of Life.